# Can You Ever Forgive Me?
Can You Ever Forgive Me? is een Amerikaanse biografische film uit 2018, geregisseerd door Marielle Heller en gebaseerd op de gelijknamige memoires van Lee Israel.

## Verhaal
Lee Israel was een Amerikaans schijfster van biografieën van onder andere Katherine Hepburn en Tallulah Bankhead. De biografie over Estée Lauder flopte en bracht haar in financiële problemen. Om geld te verdienen begon ze met het vervalsen van brieven, zogezegd geschreven door overleden schrijvers en acteurs. Ze verkocht de brieven via haar vriend Jack Hock die uiteindelijk door de FBI gearresteerd werd waardoor haar bedrog aan het licht kwam.

## Rolverdeling
| Acteur              | Personage  |
| ------------------- | ---------- |
| Melissa McCarthy    | Lee Israel |
| Richard E. Grant    | Jack Hock  |
| Dolly Wells         | Anna       |
| Jane Curtin         | Marjorie   |
| Anna Deavere Smith  | Elaine     |
| Stephen Spinella    | Paul       |
| Brandon Scott Jones | Glen       |

## Productie
Can You Ever Forgive Me? ging op 1 september 2018 in première op het filmfestival van Telluride. De film kreeg positieve kritieken van de filmcritici met een score van 98% op Rotten Tomatoes, gebaseerd op 216 beoordelingen.

## Prijzen en nominaties
De belangrijkste:
| Jaar | Prijs                     | Categorie                      | Genomineerde(n)                  | Uitslag     |
| ---- | ------------------------- | ------------------------------ | -------------------------------- | ----------- |
| 2019 | Oscars                    | Beste actrice                  | Melissa McCarthy                 | Genomineerd |
| 2019 | Oscars                    | Beste mannelijke bijrol        | Richard E. Grant                 | Genomineerd |
| 2019 | Oscars                    | Beste bewerkte scenario        | Nicole Holofcener en Jeff Whitty | Genomineerd |
| 2019 | Golden Globes             | Beste actrice in een dramafilm | Melissa McCarthy                 | Genomineerd |
| 2019 | Golden Globes             | Beste mannelijke bijrol        | Richard E. Grant                 | Genomineerd |
| 2019 | Critics' Choice Awards    | Beste actrice                  | Melissa McCarthy                 | Genomineerd |
| 2019 | Critics' Choice Awards    | Beste mannelijke bijrol        | Richard E. Grant                 | Genomineerd |
| 2019 | Critics' Choice Awards    | Beste bewerkte scenario        | Nicole Holofcener en Jeff Whitty | Genomineerd |
| 2019 | BAFTA Awards              | Beste actrice                  | Melissa McCarthy                 | Genomineerd |
| 2019 | BAFTA Awards              | Beste mannelijke bijrol        | Richard E. Grant                 | Genomineerd |
| 2019 | BAFTA Awards              | Beste bewerkte scenario        | Nicole Holofcener en Jeff Whitty | Genomineerd |
| 2019 | Satellite Awards          | Beste actrice in een dramafilm | Melissa McCarthy                 | Genomineerd |
| 2019 | Satellite Awards          | Beste mannelijke bijrol        | Richard E. Grant                 | Gewonnen    |
| 2019 | Satellite Awards          | Beste bewerkte scenario        | Nicole Holofcener en Jeff Whitty | Gewonnen    |
| 2019 | Independent Spirit Awards | Beste mannelijke bijrol        | Richard E. Grant                 | Gewonnen    |
| 2019 | Independent Spirit Awards | Beste script                   | Nicole Holofcener en Jeff Whitty | Gewonnen    |